# Fusillade à l'université Monash
 (mars 2023).
La mise en forme du texte ne suit pas les recommandations de Wikipédia : il faut le « wikifier ».
Les points d'amélioration suivants sont les cas les plus fréquents. Le détail des points à revoir est peut-être précisé sur la page de discussion.
- Les titres sont pré-formatés par le logiciel. Ils ne sont ni en capitales, ni en gras.
- Le texte ne doit pas être écrit en capitales (les noms de famille non plus), ni en gras, ni en italique, ni en « petit »…
- Le gras n'est utilisé que pour surligner le titre de l'article dans l'introduction, une seule fois.
- L'italique est rarement utilisé : mots en langue étrangère, titres d'œuvres, noms de bateaux, etc.
- Les citations ne sont pas en italique mais en corps de texte normal. Elles sont entourées par des guillemets français : « et ».
- Les listes à puces sont à éviter, des paragraphes rédigés étant largement préférés. Les tableaux sont à réserver à la présentation de données structurées (résultats, etc.).
- Les appels de note de bas de page (petits chiffres en exposant, introduits par l'outil «  Source ») sont à placer entre la fin de phrase et le point final[comme ça].
- Les liens internes (vers d'autres articles de Wikipédia) sont à choisir avec parcimonie. Créez des liens vers des articles approfondissant le sujet. Les termes génériques sans rapport avec le sujet sont à éviter, ainsi que les répétitions de liens vers un même terme.
- Les liens externes sont à placer uniquement dans une section « Liens externes », à la fin de l'article. Ces liens sont à choisir avec parcimonie suivant les règles définies. Si un lien sert de source à l'article, son insertion dans le texte est à faire par les notes de bas de page.
- La présentation des références doit suivre les conventions bibliographiques. Il est recommandé d'utiliser les modèles {{Ouvrage}}, {{Chapitre}}, {{Article}}, {{Lien web}} et/ou {{Bibliographie}}. Le mode d'édition visuel peut mettre en forme automatiquement les références.
- Insérer une infobox (cadre d'informations à droite) n'est pas obligatoire pour parachever la mise en page.

Pour une aide détaillée, merci de consulter Aide:Wikification.
Si vous pensez que ces points ont été résolus, vous pouvez retirer ce bandeau et améliorer la mise en forme d'un autre article.
 (mars 32023).
Le contenu est difficilement compréhensible vu les erreurs de traduction, qui sont peut-être dues à l'utilisation d'un logiciel de traduction automatique.
La fusillade de l'Université Monash est une fusillade de masse au cours de laquelle un étudiant de 36 ans a tué les étudiants William Wu et Steven Chan, tous deux âgés de 26 ans, et en a blessé cinq autres, dont un conférencier. Elle a lieu à l'Université Monash, à Melbourne, le 21 octobre 2002. Le tireur, Huan Yun Xiang, a été acquitté des crimes liés à la fusillade en raison d'une déficience mentale. Il reçoit depuis des soins psychiatriques. Plusieurs des personnes présentes dans la salle de la fusillade ont été officiellement félicitées pour leur bravoure en maîtrisant le tireur et en mettant fin à la fusillade.

## Événements du 21 octobre
À 11:24, lundi 21 octobre 2002, Huan Yun "Allen" Xiang,), un étudiant en commerce à l'université, armé de six armes de poing chargées, a ouvert le feu dans salle E 659 du bâtiment Menzies sur le campus Clayton de l'université de Monash dans une classe d'économétrie accueillant douze étudiants. Les témoins ont d'abord été troublés par le bruit et par les cris de Xiang : « Tu ne me comprends jamais ! ».
Xiang a tué deux étudiants dans la salle de classe, : 
1. Xu Hui "William" Wu, un étudiant originaire de Hong Kong et voisin de Xiang's à Melbourne ;
2. Steven Chan, un étudiant originaire de Doncaster.

Xiang en a blessé cinq autres,,, : 
1. Le conférencier Lee Gordon-Brown, qui a reçu une balle dans le bras et le genou ;
2. l'étudiant Daniel Urbach, blessé à l'épaule et au bras ;
3. l'étudiante Laurie Brown, blessée à la jambe et à l'abdomen ;
4. l'étudiante Christine Young, qui a reçu une balle dans le visage ;
5. l'étudiant Leigh Dat Huynh, qui est sorti de l'hôpital dans la journée.

Lorsque Xiang a cessé de tirer et s'est déplacé pour changer d'arme, Lee Gordon-Brown, le conférencier blessé, a attrapé les mains de Xiang alors qu'il fouillait dans sa veste. Gordon-Brown et un étudiant dans la salle, Alastair Boast, l'ont alors plaqué au sol,. Bradley Thompson est ensuite entré dans la pièce et a découvert cinq pistolets dans des étuis accrochés autour de la taille de Xiang, dont deux Berettas, un Taurus et deux revolvers, ainsi que deux chargeurs près de sa hanche.
Gordon-Brown et Boast ont été aidés par un conférencier de passage dans une pièce voisine, Brett Inder, pour retenir Xiang pendant trente minutes jusqu'à l'arrivée de la police, tandis que Thompson et l'administrateur de l'université Colin Thornby ont fourni les premiers soins. Ils ont tous deux reçu le prix « Community Hero » de la Croix-Rouge pour leur aide,,,. Au moins un étudiant blessé aurait quitté la salle et aurait demandé de l'aide pour ses blessures au personnel de sécurité.
Xiang a été jugé par la police comme inapte à un entretien, mais a écrit une note faisant référence à William Wu après son arrestation disant « J'ai finalement mis fin à la vie de WW »,.
Tous les cours du bâtiment Menzies ont été annulés pour le reste de la journée et l'université a mis en place des cellules d'écoute psychologiques.

## Procès
Xiang a plaidé non coupable avant son procès pour les deux meurtres et les cinq de tentative de meurtre pour déficience mentale.
Au cours de son procès de deux jours en juin 2004, la procureure Sue Pullen a présenté des preuves que Xiang pensait qu'il était destiné à tuer. L'enquête a montré que Xiang avait rejoint la Sporting Shooters Association of Australia en avril 2002, et avait obtenu une licence d'arme de poing en juin 2002. Une conférencière, Gael M. Martin, a déclaré au tribunal qu'elle avait exprimé des inquiétudes quant à son état mental une semaine avant la fusillade . Des éléments ont été fournis selon lesquels qu'il croyait que William Wu était un agent du mal et le détruirait, et que ses actions du 21 octobre 2002 se concentraient sur l'accomplissement d'un destin,.
La défense et l'accusation dans le procès de Xiang ont convenu qu'il souffrait d'un trouble délirant paranoïaque. L'accusation a demandé au jury de le déclarer non coupable. Le 17 juin 2004, le jury de la Cour suprême de Victoria l'a déclaré non coupable du meurtre de Wu et Chan et de la tentative de meurtre de cinq autres personnes en raison d'une déficience mentale. Le juge Bernard Teague a ordonné que Xiang soit transféré à l'hôpital psychiatrique Thomas Embling. Il peut y être détenu jusqu'à 25 ans,.

## Suites

### Mémoriaux
Le 22 octobre 2002, le lendemain de la fusillade, les drapeaux du campus de Clayton ont été mis en berne et un graffeur a écrit "La vie est courte. Chérissez vos amis. Aimer l'un l'autre. RIP" sur un panneau d'affichage du campus,. À l'occasion du premier anniversaire de la fusillade, le 21 octobre 2003, une journée de réflexion a eu lieu sur le campus de Clayton. Il y a maintenant un mémorial (derrière la bibliothèque Matheson du campus) pour les victimes.
William Wu et Steven Chan ont reçu à titre posthume des diplômes d'honneur de l'Université Monash.

### Médias
Les premières couvertures médiatiques se sont concentrées sur les compétences limitées en anglais de Xiang et les difficultés qui en résultent pour communiquer comme facteurs pouvant contribuer à la fusillade,,.
Il y a eu une couverture éditoriale plaidant à la fois pour et contre des restrictions légales supplémentaires sur les armes de poing introduites en Australie,.
Les massacres par balles en Australie et dans d'autres pays anglophones se sont souvent produits de manière rapprochée dans le temps. Les psychiatres médico-légaux attribuent cela au comportement d'imitation, qui est dans de nombreux cas déclenché par un traitement médiatique sensationnel,. Les meurtriers de masse étudient les reportages des médias et imitent les actions des tueurs. La fusillade de Monash s'est produite au plus fort de la médiatisation des attaques de Beltway, qui a été extrêmement importante entre le 3 octobre jusqu'à l'arrestation des auteurs le 24 octobre 2002, trois jours après la fusillade de Monash.

### Lois sur la possession d'armes à feu
Le Premier ministre australien de l'époque, John Howard, a lancé une autre révision des lois australiennes sur les armes à feu, la dernière ayant eu lieu après le massacre de Port Arthur, et après avoir découvert que Xiang avait acquis ses armes à feu légalement. Le gouvernement de l'État de Victoria a préparé de nouvelles lois doublant la peine pour l'utilisation abusive d'armes de poing et introduisant de nouvelles lois contre le trafic d'armes de poing après la fusillade et tous les autres États ont suivi.
La loi nationale de 2003 sur le rachat d'armes de poing impose de nouvelles restrictions sur le calibre maximal, la capacité du chargeur et la longueur minimale du canon pour les armes de poing détenues avec une licence de tir sportif / cible de catégorie H,. L'État de Victoria a lancé un programme de rachat d'armes de poing en août 2003,.

### Récompenses pour bravoure
Lee Gordon-Brown, Alastair Boast, Brett Inder, Bradley Thompson, Andrew Swann et Colin Thornby ont tous reçu des prix de bravoure pour leur rôle dans la maîtrise de Xiang et l'aide aux victimes blessées. La Royal Humane Society a décerné à Gordon-Brown la médaille d'or Stanhope 2005, la plus haute distinction du Commonwealth pour bravoure. De plus, la Royal Humane Society of Australasia (RHSA) lui a décerné la médaille d'or Clarke 2004 de la RHSA et il a reçu l' étoile du courage, la deuxième plus haute distinction pour bravoure dans le système australien des honneurs. La RHSA a décerné à Alastair Boast la médaille d'or de la RHSA.

## Conséquences
En 2015, alors qu'il était soigné, Xiang a attaqué une psychiatre consultante avec un couteau à l'hôpital Thomas Embling, où il avait été enfermé.